# Karl Wahlberg
Karl Edvard Wahlberg (ur. 31 marca 1874 w Sztokholmie, zm. 1 sierpnia 1934 tamże) – szwedzki curler, wicemistrz olimpijski z 1924.
Wahlberg jako trzeci w zespole A. Olssona wygrał pierwsze mistrzostwa Szwecji, które zorganizowano w 1917. Powtórzył to dokonanie w 1934, kiedy był kapitanem zespołu Stockholms Curlingklubb. Był także członkiem reprezentacji Szwecji na Zimowych Igrzyskach Olimpijskich 1924. Wygrał swój jedyny swój mecz z Francją 18:10. Uplasował się na 2. miejscu – w rywalizacji brały udział dwa szwedzkie zespoły, a ich wyniki ostatecznie potraktowano jako jeden. Oficjalny medal olimpijski Wahlbergowi został przyznany pośmiertnie w 2006, kiedy MKOl uznał curling w 1924 za pełnoprawną dyscyplinę olimpijską.

## Drużyna
|           | Czwarty            | Trzeci               | Drugi         | Otwierający          |
| --------- | ------------------ | -------------------- | ------------- | -------------------- |
| 1933/1934 | Karl Wahlberg      | Lars Edshammar       | G. Braun      | Max Hoffman          |
| ZIO 1924  | Johan Petter Åhlén | Carl Axel Pettersson | Karl Wahlberg | Carl August Kronlund |
| 1916/1917 | A. Olsson          | Karl Wahlberg        | Birger Olsson | Klas Fåhraeus        |